# Henicocoris monteithi
Henicocoris monteithi ist die einzige Art der Gattung Henicocoris, die wiederum die einzige der Wanzen-Familie Henicocoridae ist. Sie zählte bis vor der Revision der Pentatomomorpha mit Schwerpunkt der Lygaeoidea durch Henry im Jahr 1997 als Unterfamilie zu den Bodenwanzen (Lygaeidae) und wurde danach in den Familienrang gestellt.

## Merkmale
Die Wanzen haben einen langgestreckt-eiförmigen Körperbau. Ihr Kopf ist nach vorne gerichtet und die die Schnabelrinne seitlich begrenzenden Wangenplatten (Bucculae) sind kurz. Punktaugen (Ocelli) sind ausgebildet. Die Fühler und auch das Labium sind viergliedrig. Das trapezförmige Pronotum ist breiter als lang. Die Duftdrüsen am Metathorax sind zurückgebildet, Verdunstungsbereiche und Peritremata (ringförmige Sklerite, die die Atemöffnungen umgeben) sind ausgebildet. Die Schenkel (Femora) der Vorderbeine sind nicht verdickt und die Tarsen an allen drei Beinpaaren sind dreigliedrig. Die Hemielytren haben zurückentwickelte Membranen und sind ähnlich wie Deckflügel bei den Käfern ausgebildet, Hinterflügel fehlen. Die Setae haben eine stark erhöhte, gekörnte Basis. Am Hinterleib sind die Nähte der Sterna vollständig ausgebildet und reichen bis zum Seitenrand des Hinterleibs. Alle Stigmen am Hinterleib liegen ventral. Die Tiere haben eine bei den Wanzen einzigartige Anordnung der Trichobothria am Hinterleib: Am dritten und vierten Sternum befindet sich submedial jeweils ein und seitlich keine Trichobothria, am fünften Sternum sind keine Trichobothria ausgebildet, am sechsten und siebten befinden sich seitlich zwei Trichobothria caudal der Stigmen. Die Seitenränder des Hinterleibs (Connexiva) sind gleichmäßig abgerundet und haben am zweiten bis vierten Hinterleibssegment segmentierte innere Laterotergite. Bei den Weibchen ist das siebte Sternum gespalten und der Ovipositor ist befranst. Bei den Männchen fehlt die Spermatheca. Die Nymphen haben ihre Duftdrüsenöffnungen am Hinterleib zwischen dem vierten und fünften sowie fünften und sechsten Tergum.

## Verbreitung
Henicocoris monteithi kommt im südlichen Victoria, in den gemäßigt temperierten Wäldern der Otway Ranges und den südlichen Küstengebieten von New South Wales in Australien vor.

## Lebensweise
Über die Lebensweise von Henicocoris monteithi ist nur wenig bekannt. Bisher wurden die Tiere nachts gefangen, als sie auf am Boden liegendem Totholz und direkt am Boden in gemäßigt temperierten Wäldern liefen.

## Taxonomie und Systematik
Thomas E. Woodward beschrieb die Art 1968 und stellte sie in die von ihm ebenso neu beschriebene Unterfamilie Henicocorinae zu den Bodenwanzen (Lygaeidae). Im Wesentlichen auf Grund von Ähnlichkeiten der Trichobothria am Hinterleib und der fehlenden Spermatheca vermutete er eine nahe Verwandtschaft zu den Idiostolidae und Oxycarenidae, wobei Letztere Familie damals ebenfalls als Unterfamilie der Bodenwanzen galt. Die heute aktuelle Klassifikation der Art entstand 1997 nach einer Revision der Pentatomomorpha mit Schwerpunkt der Lygaeoidea durch Thomas J. Henry. Er reklassifizierte die Unterfamilie Henicocorinae und stellte sie in den Familienrang. Er betrachtet die Idiostolidae als Schwestergruppe und stellte diese beiden Familien in die von ihm neu aufgestellte Überfamilie Idiostoloidea.

## Belege